# Haemulon flavolineatum
Haemulon flavolineatum är en fiskart som först beskrevs av Anselme Gaëtan Desmarest 1823.  Haemulon flavolineatum ingår i släktet Haemulon och familjen Haemulidae. Inga underarter finns listade i Catalogue of Life.